# نقاش سيادة التبت

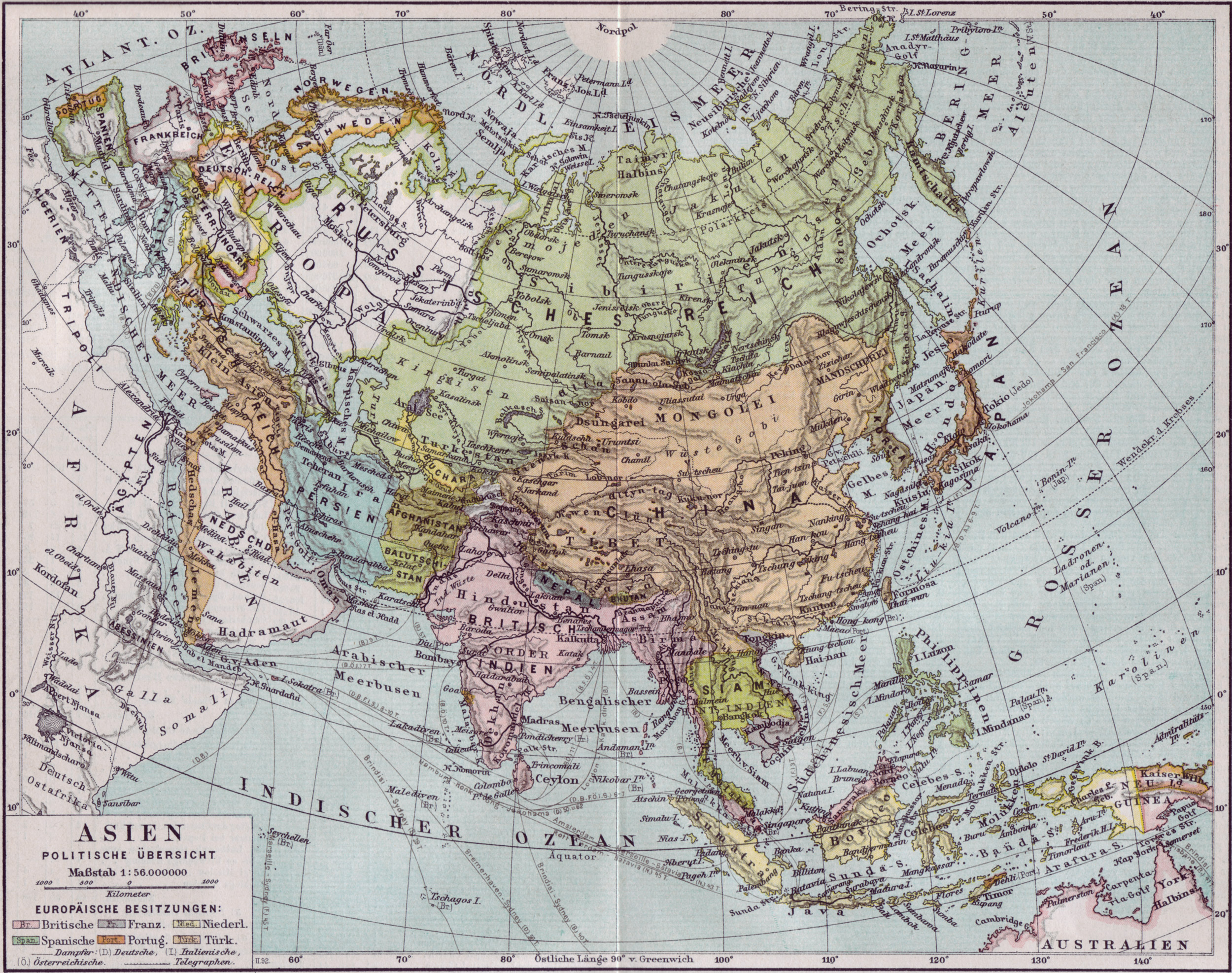
خريطة سياسية لقارة آسيا عام 1890 وردت في موسوعة مايرز، والتي تُظهر التبت كجزء من الإمبراطورية الصينية

يشير النقاش حول سيادة التبت إلى نقاشين سياسيين. يتطرق أولهما إلى ما إذا كان ينبغي على الأقاليم المختلفة الواقعة ضمن جمهورية الصين الشعبية والمُطالب بها سياسيًا بصفتها تمثل جزءًا من التبت الانفصال وتشكيل دولة جديدة ذات سيادة. تركز العديد من النقاط في النقاش على الشق الثاني المتمحور حول ما إذا كانت التبت تمثل كيانًا مستقلًا أو تابعًا للصين خلال فصولٍ محددة من تاريخها الحديث.
يشير الاعتقاد السائد عمومًا إلى أن الصين والتبت كانتا مستقلتين قبل عهد سلالة يوان (1271-1368) وأن التبت غدت واقعة تحت حكم جمهورية الصين الشعبية منذ عام 1959.
تعد طبيعة علاقة التبت بالصين خلال الفترة الفاصلة بين هاتين الفترتين مثارًا للنقاش:
- تشدد جمهورية الصين الشعبية على أن التبت مثلت جزءًا من الصين منذ عهد سلالة يوان التي قادها المغول.[4]
- تشدد جمهورية الصين على أن التبت «كانت واقعة تحت سيادة الصين» حين أجهضت سلالة تشينغ (1636-1912) الغزو النيبالي قصير الأمد لأجزاء من التبت (1788-1792) في نحو عام 1793.[5]
- تشدد الحكومة التبتية في المنفى على أن التبت كانت دولة مستقلة حتى غزتها جمهورية الصين الشعبية في عام 1949 أو عام 1950.[6][7]
- يؤكد بعض الباحثين الغربيين على وقوع الصين والتبت تحت الحكم المغولي[8] إبان عهد سلالة يوان وأن التبت حافظت على استقلالها خلال عهد سلالة مينغ التي قادها الهان (1368-1644)،[9] ووقوعها تحت الحكم الصيني[10] أو -على أقل تقدير- تبعيتها لسلالة تشينغ التي قادها المانشو خلال معظم عهد سلالة تشينغ.[11][12]
- يؤكد بعض الباحثين الغربيين أيضًا على أن التبت تمتعت باستقلالها في غضون الفترة الممتدة من نحو عام 1912 حتى عام 1950[13] على الرغم من محدودية الاعتراف الدولي الذي حظيت به إلى حدٍ كبير.[14]

## السياق الدولي الحالي
كانت التبت خارجةً عن سطوة جمهورية الصين في الفترة من عام 1911 حتى عام 1951، ومثلت كيانًا مستقلًا بحكم الأمر الواقع. غير أنها لم تحظى بالاعتراف الشرعي الدولي ما حرمها من التمتع بالصفة القانونية التي تفصلها عن الصين. يُعترف دوليًا بالتبت في يومنا هذا باعتبارها جزءًا من الصين. لم ترد التبت في قائمة الدول والأقاليم التي ما زالت واقعة تحت وطأة الاستعمار، والتي نشرتها الأمم المتحدة في عام 2008، ولم يرد ذكر الصين في جملة القوى القائمة بالإدارة. لم تعترف أي بلد بالحكومة التبتية في المنفى حكومةً شرعيةً للتبت.

## رأي الحكومة التبتية وحكومة المنفى اللاحقة

### حكومة التبت (1912-1951)
ينص الإعلان الذي أصدره الدالاي لاما الثالث عشر في عام 1913: «نسقت التبت والصين على أساسٍ نفعي وكهنوتي خلال عهد جنكيز خان وألطان خان من المغول وسلالة مينغ الصينية وسلالة تشينغ المانشوية... اتسمت العلاقة القائمة بين التبت والصين بعلاقة النافع والكاهن، ولم تكن مرتكزةً على تبعية أحدهما للآخر». استنكر الدالاي لاما «محاولة السلطات الصينية في سيتشوان ويونان استعمار منطقتنا وجعلها صينيةً» خلال الفترة 1910-1912، وصرح بقوله: «نحن أمة صغيرة ومتدينة ومستقلة».

### حكومة التبت في المنفى (بعد عام 1959)
فر الدالاي لاما الرابع عشر من التبت في عام 1959، وأسس حكومةً في المنفى بمدينة دارامسالا في شمالي الهند. تدعي هذه الفرقة سيادتها على مجموعة مختلفة من المناطق التبتية إثنيًا أو تاريخيًا والجاثمة الآن تحت الحكم الصيني. وعلاوةً على منطقة التبت ذاتية الحكم التي تولت حكومة الدالاي لاما إدارتها بصورةٍ مباشرة حتى عام 1951، فإن الفرقة تدعي سيادتها أيضًا على منطقتي آمدو (تشينغهاي) وخام الشرقية (سيتشوان الغربية). يعيش حوالي 45 بالمئة من أبناء الإثنية التبتية تحت الحكم الصيني ضمن منطقة التبت ذاتية الحكم بحسب ما ورد في تعداد عام 2000. قبل عام 1949، كانت معظم أجزاء منطقتي آمدو وخام الشرقية تقع تحت سلطة حكام محليين وحتى أمراء حرب.

كان رأي الدالاي لاما الحالي حيال الأمر في عام 1989 كالتالي:
«أعتقد أن وجود أمةٍ منفصلةٍ ذات سيادة لم تقحم نفسها في مشاكل خلال عهد الدالاي لاما الخامس (1617-1682) كان أمرًا جليًا لا غبار عليه. كان الدالاي لاما السادس (1683-1706) فذًا من الناحية الروحية ولكنه كان ضعيفًا غير عابئ من الناحية السياسية. ولم يكن بوسعه السير على خطى الدالاي لاما الخامس. كان هذا فشلًا ذريعًا. ولذلك تعاظم بعدها التأثير الصيني. أظهر التبتيون احترامًا بالغًا للصينيين خلال تلك الفترة. لم يعتبر التبتيون التبت جزءًا من الصين بتاتًا، حتى خلال تلك الفترات. تشير كل الوثائق بوضوح بالغ إلى أن الصين ومنغوليا والتبت كانت بمجملها دولًا مستقلةً. رضيت الدول الصغيرة بسطوة أو نفوذ الصين لأن الإمبراطور الصيني كان قويًا ونافذًا. ليس بمقدورك استعمال الغزو السابق برهانًا على انتماء التبت إلى الصين. أشار التبتيون إلى شرقي التبت باسم الصين بغض النظر عن الجهة التي حكمتها سواء كانوا المانشو (سلالة تشينغ) أو المغول (سلالة يوان) أو الصينيون. في العقل التبتي، عوملت الهند والصين معاملةً مماثلةً بصفتهما بلدين مستقلين».
خلصت لجنة الحقوقيين الدولية إلى أن التبت كانت تستوفي الشروط التي خولتها من أن تكون دولةً كما هو متعارف عليه طبقًا للقانون الدولي في الفترة الممتدة من عام 1913 حتى عام 1950. في رأي اللجنة، أدارت حكومة التبت شؤونها الداخلية والخارجية بمنأىً عن أي سلطة خارجية، وأظهرت المستندات الرسمية معاملة الدول التي كانت التبت على علاقة خارجية معها معاملة الدولة المستقلة من الناحية العملية.
أصدرت الجمعية العامة التابعة للأمم المتحدة قرارات أهابت باحترام حقوق التبتيين في كل من عام 1959 وعام  1961 وعام 1965. دعا القرار الصادر عام 1961 إلى تطبيق «مبدأ حق تقرير المصير للشعوب والأمم» على الشعب التبتي.
تَعتبر الحكومة التبتية في المنفى الحكم الصيني الحالي للتبت وما يجاورها من مقاطعات تقع خارج حدود منطقة التبت ذاتية الحكم حكمًا استعماريًا غير مشروع مدفوع فقط بأطماع الصين في موارد التبت الطبيعية وقيمتها الاستراتيجية، وخرقًا صارخًا لوضع التبت التاريخي كدولة مستقلة وحق الشعب التبتي في تقرير مصيره. وتشير أيضًا إلى سياسات الصين الأوتوقراطية وانتهاجها لسياسة فرِّق تسد وما تدعي بأنه سياسات استيعابية وتنظر إليها كمثال عن الإمبريالية المتواصلة الرامية إلى إفناء التركيبة الإثنية المميزة للتبت فضلًا عن ثقافتها وهويتها، وبالتالي ترسيخها كجزءٍ لا يتجزأ من الصين. ومع ذلك قال الدالاي لاما في عام 2005: «تمثل التبت جزءًا من جمهورية الصين الشعبية، وهي منطقة تتمتع بالحكم الذاتي ضمن جمهورية الصين الشعبية. تشكل الثقافة التبتية والبوذية جزءًا من الثقافة الصينية. ويحب العديد من الشباب الصيني الثقافة التبتية باعتبارها تقليدًا من تقاليد الصين». أعرب الدالاي لاما أيضًا في عام 2008 عن رغبته بنيل التبت للاستقلال الذاتي وليس الانفصال عن الصين، وذلك تبعًا لشروطٍ محددة من قبيل ضمان حرية الرأي والتعبير والحق في الحكم الذاتي الحقيقي وضبط التركيبة الإثنية والهجرة في جميع مناطق التبت التاريخية.